# Isochromodes maculata
Isochromodes maculata là một loài bướm đêm trong họ Geometridae.